# Nikolaos Chatzis (Fußballspieler)
Nikolaos Chatzis (* 2. Mai 1976 in Stuttgart) ist ein ehemaliger deutsch-griechischer Fußballspieler.

## Karriere
Der Mittelfeldspieler verbrachte seine fußballerische Jugendzeit zunächst beim VfL Wangen (heute SportKultur Stuttgart), einem Verein im Stuttgarter Bezirk Wangen, bis er in die Jugendabteilung des VfB Stuttgart wechselte. Allerdings schaffte er nicht den Sprung zur zweiten Mannschaft und verließ den VfB 1993 und spielte für die SpVgg Feuerbach. Dort wurden die Stuttgarter Kickers auf ihn aufmerksam und Chatzis spielte zunächst in der zweiten Mannschaft der Kickers. Doch bereits in der darauf folgenden Spielzeit gab er am 18. August 1996 sein Profidebüt in der 2. Bundesliga, als er gegen den VfB Oldenburg auf dem Platz stand.
Nach sechs Jahren auf der Waldau verließ er die Blauen und spielte in den Jahren danach für die SG Sonnenhof Großaspach und in der Oberliga Baden-Württemberg für den 1. FC Pforzheim und den SV Waldhof Mannheim. Zur Saison 2004/05 verpflichteten die Stuttgarter Kickers ihn erneut und Chatzis absolvierte noch 23 weitere Spiele im Trikot des Traditionsvereins.
Zu Beginn des Jahres 2006 zog es ihn in das Land seiner Vorfahren, nach Griechenland. Dort war er zwei Jahre lang in der dritten Liga für Diagoras Rhodos am Ball, ehe er nach verschiedenen Stationen in Zypern seine Karriere als Fußballer beendete.
Seit 2012 ist Nikolaos Spielerberater bei der fair-sport GmbH.